# ハーツフィールド・ジャクソン・アトランタ国際空港
ハーツフィールド・ジャクソン・アトランタ国際空港（ハーツフィールド・ジャクソン・アトランタこくさいくうこう、英語: Hartsfield-Jackson Atlanta International Airport）は、アメリカ合衆国のジョージア州アトランタのダウンタウンの約15キロメートル南に位置する国際空港である。「アトランタ（国際）空港」「ハーツフィールド（国際）空港」などとも呼ばれる。
世界最大級の航空会社であるデルタ航空のハブ空港であり、2000年より発着数及び利用者数において世界中で一番忙しい空港である。2010年の年間航空機発着回数は約95万回。2017年に世界の空港の年間乗客数のランキングで20年間連続の首位を達成した。
アトランタ中心部からのアクセスにはバス・タクシーの他にマルタ（MARTA）の地下鉄が国内線ターミナルに乗り入れている。
名称の由来は空港の発展に尽力した元アトランタ市長であるウィリアム・B・ハーツフィールドと初の黒人市長であるメイナード・ジャクソンの2人から採られている。

## 歴史
- 1925年
現空港の前身であるキャンドラーフィールド開港。
- 1929年
アトランタ市営空港に名称変更（1942年の説もある）。
- 1930年
デルタ・エアサービス（デルタ航空の前身）が旅客便の運航を開始。
- 1957年
新ターミナルの使用開始で混雑を緩和し、全米一忙しい空港になる。
- 1971年
ウィリアム・B・ハーツフィールド・アトランタ国際空港に名称変更。
- 1980年
現在も使用されている新空港施設の使用開始。
- 1988年
アトランタ都市圏高速交通局（マルタ（MARTA））の鉄道が空港に乗り入れを開始した。
- 1994年
アトランタオリンピックを前に新国際線コンコースEの使用開始。
- 2003年
現在の空港名であるハーツフィールド・ジャクソン・アトランタ国際空港に改称した。
- 2006年
第5滑走路の供用開始。
- 2009年
レンタカーセンターの新設及びATLスカイトレインの運行開始。
- 2012年
ジャクソン国際線ターミナ及びコンコースFの供用開始。

## 施設

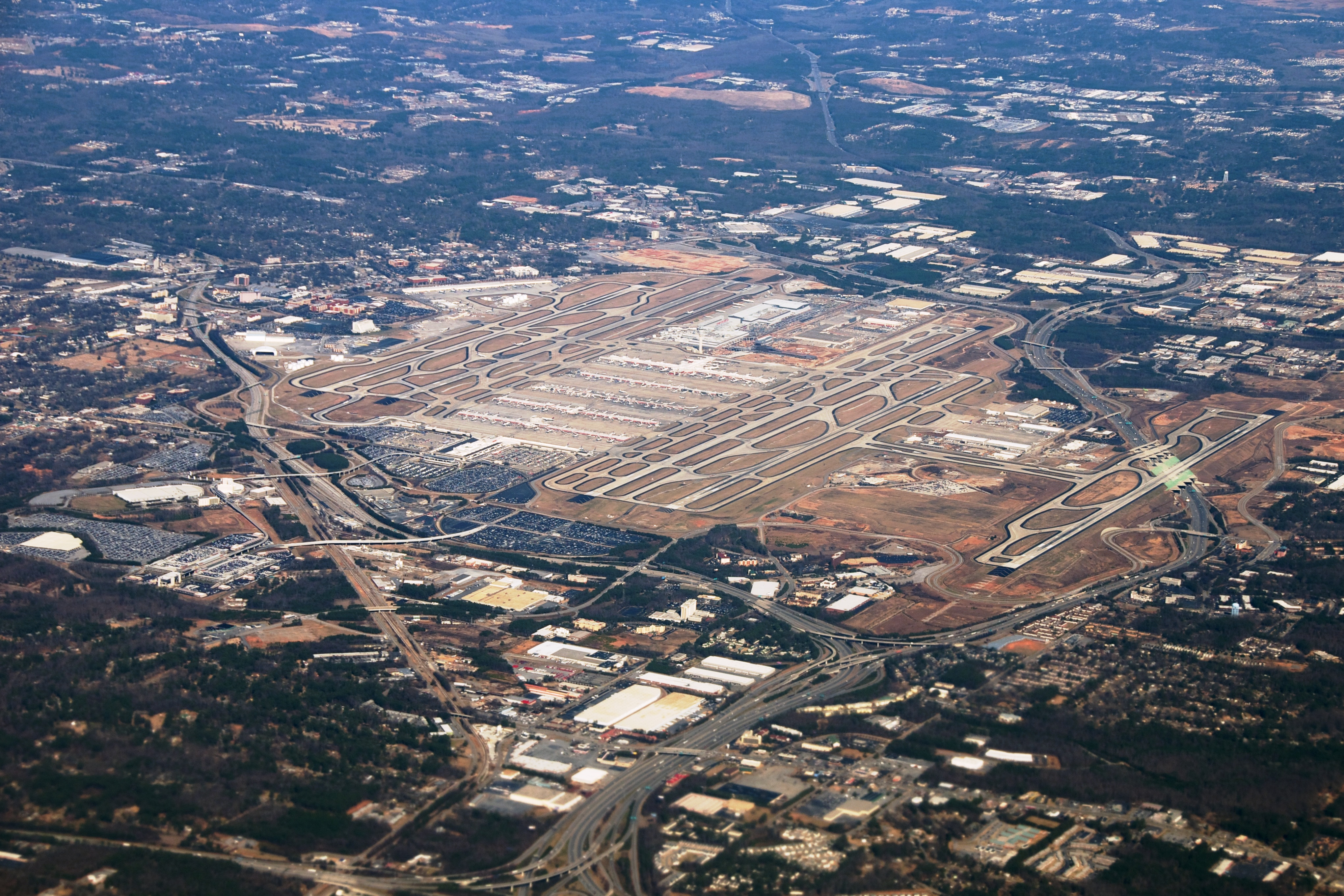
空港全景

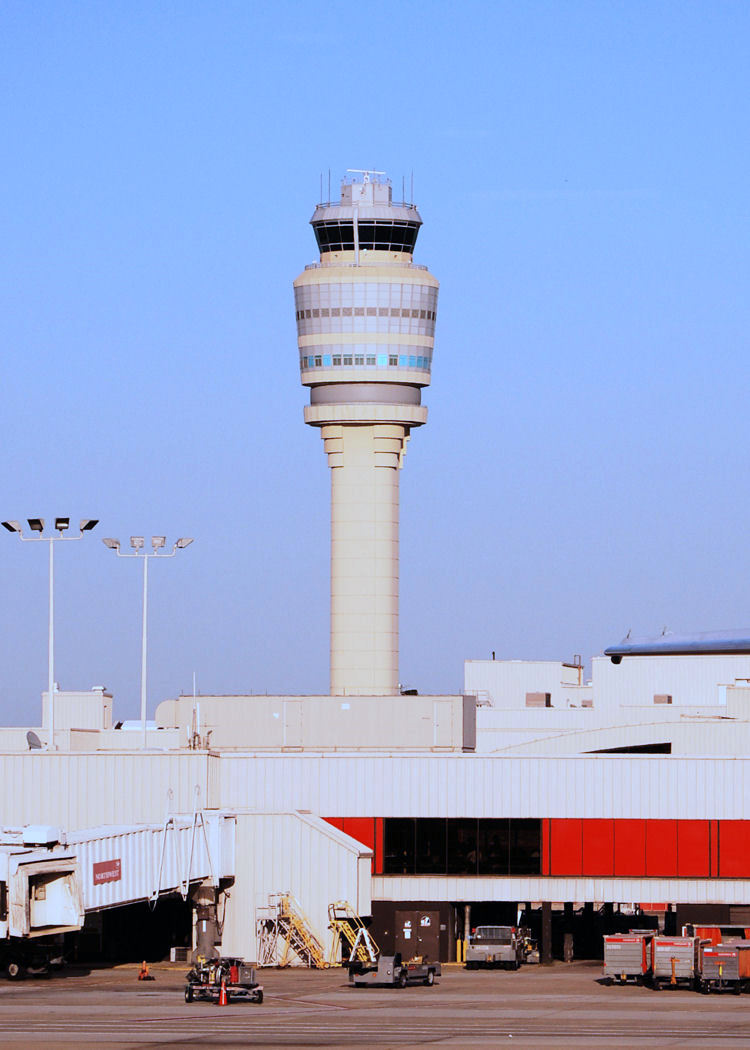
管制塔

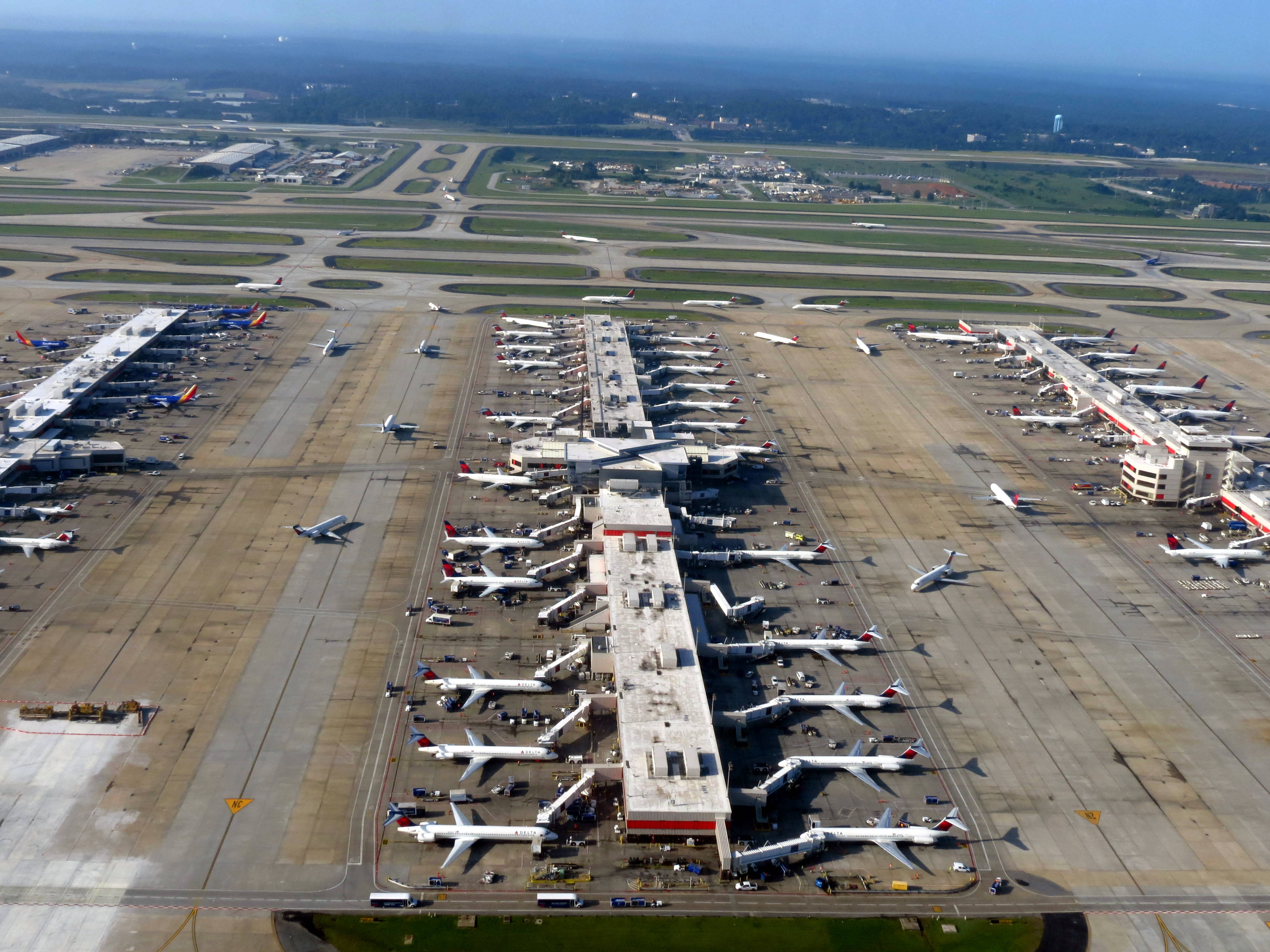
コンコースB

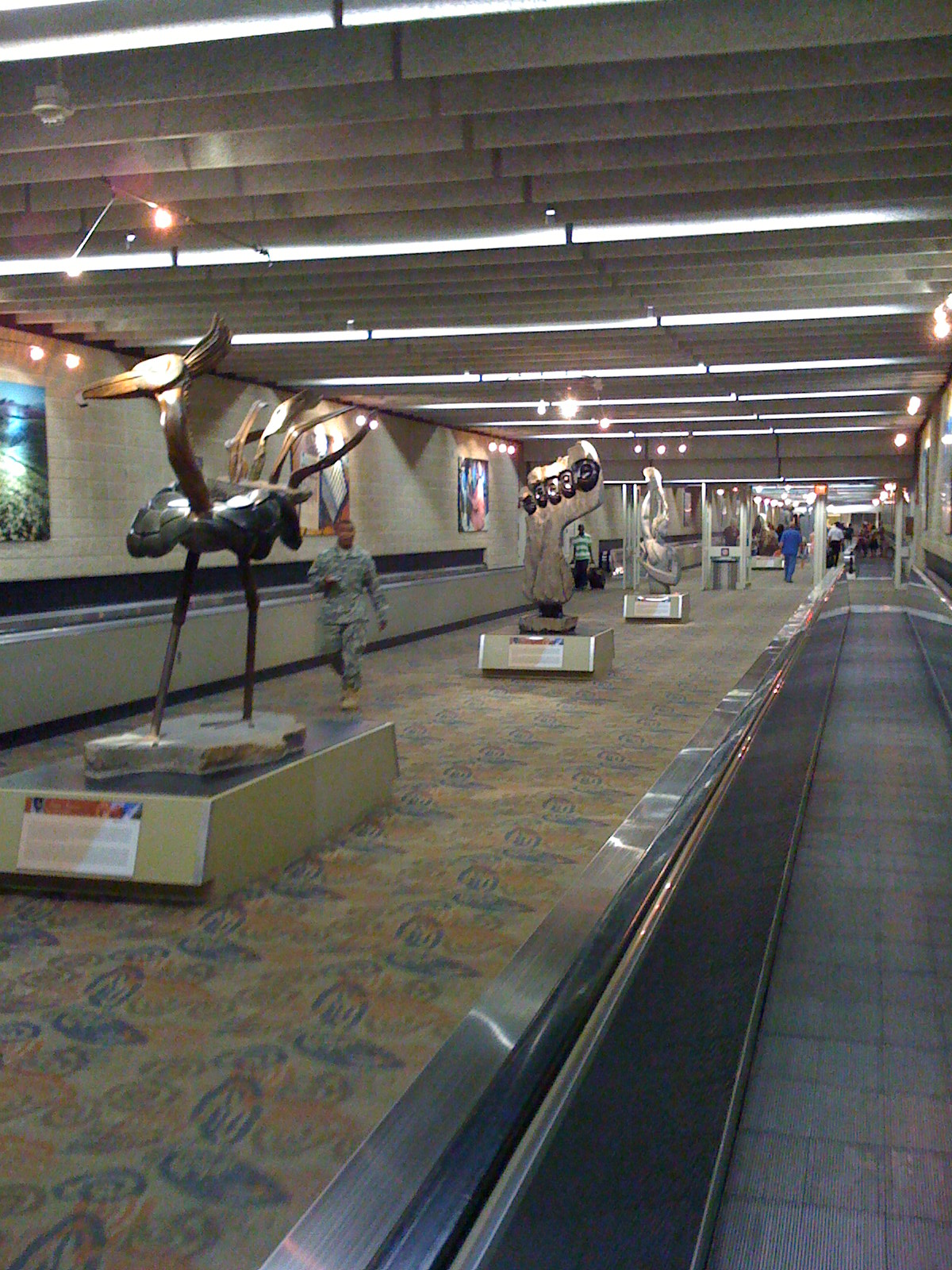
空港内のアートワーク

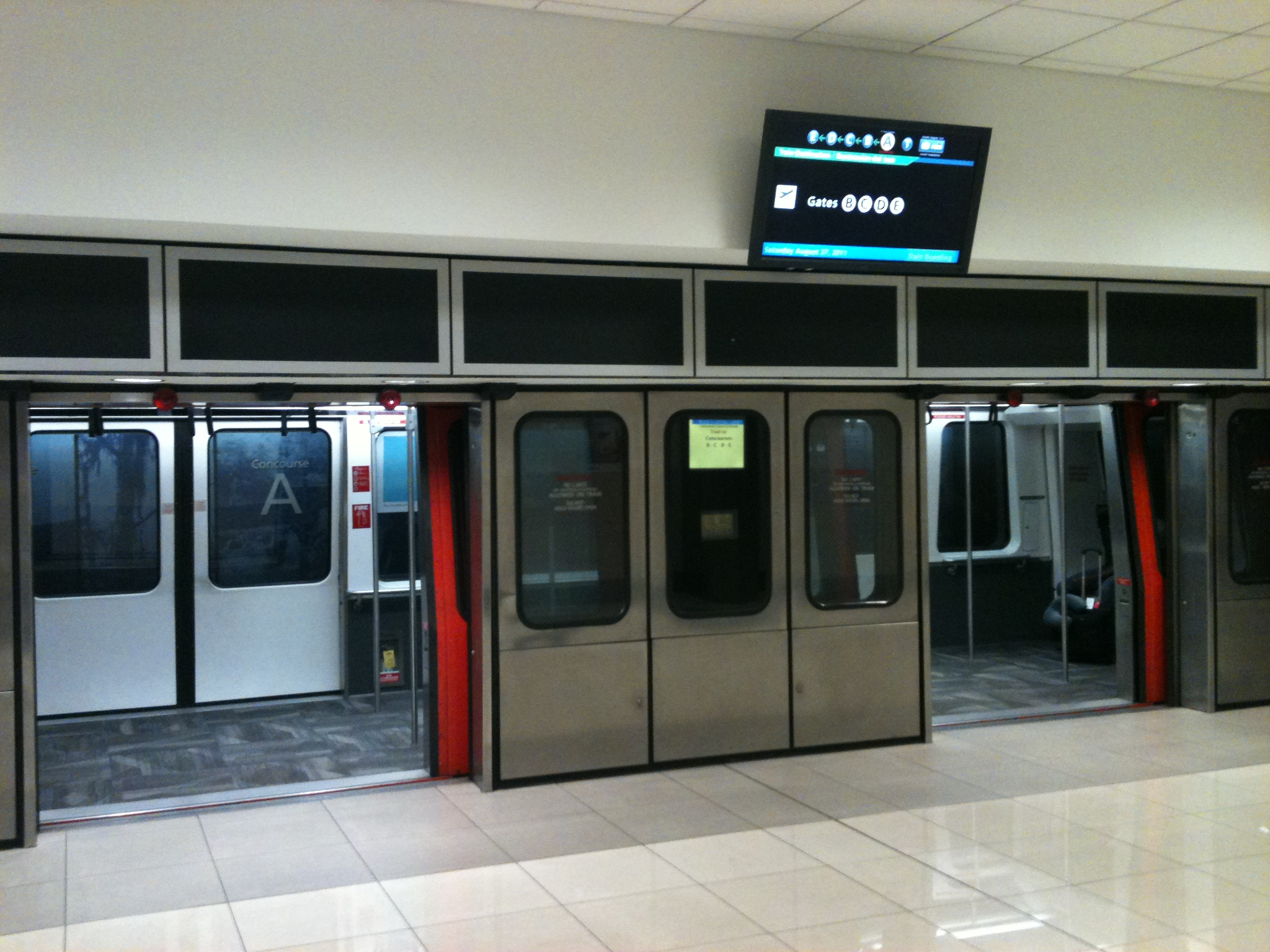
ピープルムーバー

ターミナル レイアウト

アトランタ国際空港の敷地面積は1902haである。滑走路は5本で東西方向に平行に配置されている。旅客ターミナルは西側に国内線ターミナル（コンコースT）、東側に国際線ターミナル（コンコースF）、間に5棟のサテライト（コンコースA、B、C、D、E）がある。コンコースは地下式のピープルムーバーで相互に連絡している。さらに、シャトルバスが両ターミナルのランドサイドを連絡している。搭乗口は合計195でアメリカの空港では最大である。

## 拡大地区
空港の西側隣接地に国際会議場やホテル、レンタカーセンターが立地している。レンタカーセンターは全米最大級の規模で9,900台分の駐車場を完備している。ATLスカイトレインで、国内線ターミナルから約5分で移動できる。空港の南地区には70のゲートを有する新ターミナルを建設する計画がある。

## 主な就航航空会社
- デルタ航空
- デルタ・コネクション
- サウスウエスト航空
- フロンティア航空
- アメリカン航空
- アメリカン・イーグル
- ユナイテッド航空
- ユナイテッド・エクスプレス
- スピリット航空
- ジェットブルー航空
- アラスカ航空
- エアカナダ・エクスプレス
- ウエストジェット航空
- コパ航空
- エールフランス
- ブリティッシュ・エアウェイズ
- ヴァージン・アトランティック航空
- ルフトハンザドイツ航空
- KLMオランダ航空
- ターキッシュ エアラインズ
- カタール航空
- 大韓航空

### 貨物
- フェデックス・エクスプレス
- UPS航空
- アマゾン・エア
- DHLアビエーション
- ルフトハンザ・カーゴ
- エアロロジック
- カーゴルックス航空
- ASL航空ベルギー
- エアブリッジ・カーゴ
- 中国貨運航空

## 就航路線

### 国内線
| 航空会社         | 就航地 |
| ---------------- | --- |
| フロンティア航空 | オーランド、クリーブランド、サンフランシスコ、シカゴ/ミッドウェー、シカゴ/オヘア、ダラス、タンパ、デンバー、ニューヨーク/EWR、ニューヨーク/JFK、ノーフォーク、ヒューストン、フォートローダーデール、ボストン、マイアミ、ロサンゼルス |

アンカレッジ、アルバカーキ、オースティン、オールバニ（NY）、アトランティックシティ、アスペン、ボストン、ボルチモア、バーリントン、バーミングハム（AL）、バトンルージュ（LO）、バッファロー、ボイシ、シカゴ/ORD、シカゴ/MDW、シャーロット、シンシナティ、クリーブランド、コロンバス（OH）、コロンバス（GA）、チャールストン（SC）、チャールストン（WV）、コロラドスプリングス、シーダーラピッズ、ダラス、ダラス/ラブ、デンバー、デトロイト、デイトナビーチ、デモイン、デイトン、エルパソ、フォートローダーデール、フォートマイヤーズ、フェイエットビル（AR）、グリーンベイ、グリーンズボロ、ホノルル、ヒューストン、ヒューストン/ホビー、ハリスバーグ、ハートフォード、ハンツビル、インディアナポリス、ジャクソン（MS）、ジャクソンホール（WY）、ジャクソンビル（FL）、カンザスシティ、キーウエスト、カフルイ、ラスベガス、ロサンゼルス/LAX、ロサンゼルス/バーバンク、ロサンゼルス/オンタリオ、ロサンゼルス/サンタアナ、ルイビル、レキシントン、ロングアイランド、ランシング、マイアミ、ミネアポリス＝セントポール、ミルウォーキー、メンフィス、メルボルン（FL）、マートルビーチ、ニューヨーク/JFK、ニューヨーク/LGA、ニューアーク、ナッシュビル、ニューオーリンズ、ノーフォーク、オークランド、オマハ、オクラホマシティ、オーランド、オーランド/サンフォード、フェニックス、フィラデルフィア、プロビデンス（RI）、ピッツバーグ、ポートランド（OR）、ポートランド（ME）、パームスプリングス、ローリー/ダーラム、リノ、リッチモンド（VA）、ロチェスター（NY）、シアトル、サンフランシスコ、サンノゼ（CA）、サクラメント、サンディエゴ、ソルトレイクシティ、セントルイス、サンアントニオ、シラキュース、サンファン（PR）、タンパ、タルサ、ツーソン、ワシントン/ダレス、ワシントン/ナショナル、ウィチタ、ウェストパームビーチ、ホワイト・プレインズ、アグアディヤ（PR）、アクロン（OH）、オールバニ（GA）、アレクサンドリア（LO）、アレンタウン/ベツレヘム（PA）、アップルトン、アシュビル、オーガスタ（GA）、ボーズマン、ブルーミントン（IL）、ブランズウィック、シャーロッツビル、チャタヌーガ、コロンビア（SC）、グリーンビル、コロンバス/スタークビル（MS）、グリーンビル（SC）、コーパスクリスティ、エリー、エヴァンズビル、ファイェットビル（NC）、フリント、フローレンス（SC）、フォートウェイン、ゲインズビル（FL）、グランドラピッズ、ガルフポート/ビロクシ、カラマズー/バトルクリーク、キリーン、ノックスビル、ラファイエット（LO）、ルイスバーグ/グリーンブライヤー（WV）、ノックスビル、リトルロック、モービル、モリーン、ニューポートニューズ、ペンサコーラ、サラソタ/ブラデントン、サバンナ、スティームボートスプリングス、タラハシー、トリード、ヴェイル、

### 国際線[8]
| 航空会社                 | 就航地 |
| ------------------------ | --- |
| デルタ航空               | 東京/羽田、ソウル/仁川、マラケシュ(2025年10月25日より運航開始予定)、アクラ(2025年12月1日より運航開始予定) |
| フロンティア航空         | モンテゴ・ベイ                                                                                            |
| 大韓航空                 | ソウル/仁川                                                                                               |
| ターキッシュエアラインズ | イスタンブール                                                                                            |

アルバ、アムステルダム、アテネ、アンティグア、ボゴタ、ブエノスアイレス、ベリーズシティ、バミューダ、ブリッジタウン、バルセロナ、ブリュッセル、カルガリー、カンクン、カラカス、コペンハーゲン、ダブリン、デュッセルドルフ、ドーハ、エジンバラ、フランクフルト、フリーポート、グアダラハラ、グアテマラシティ、グランドケイマン、イスタンブール、ヨハネスブルグ、キングストン、ロンドン、リマ、ラゴス、ロスカボス、メキシコシティ、モンテレイ、マナグア、モントリオール、マドリード、マンチェスター、ミラノ、ミュンヘン、モスクワ、モンテゴベイ、ナッソー、ニース、パリ、パナマシティ、プロビデンシアレス、プエルトバヤルタ、プンタカナ、キト、リオデジャネイロ、ローマ、セントジョンズ、セントルシア、セントマーチン、セントトーマス、サンホセ、サンペドロスーラ、サンサルバドル、サンティアゴ、サントドミンゴ、サンパウロ、シャノン、シュトゥットガルト、ソウル、上海、テルアビブ、チューリッヒ、トロント、東京/羽田、バンクーバー、ヴェネツィア

## 就航都市
- アジア
  -  東京
  -  上海
  -  ドバイ
  -  テルアビブ
  -  イスタンブール
  -  ソウル
- アフリカ
  -  ルアンダ
  -  ヨハネスブルク
  -  アクラ
  -  モンロビア
  -  ラゴス、アブジャ
  -  ダカール
- ヨーロッパ
  -  ロンドン、マンチェスター
  -  アムステルダム
  -  チューリッヒ
  -  フランクフルト、ミュンヘン、デュッセルドルフ、シュトゥットガルト
  -  ミラノ、ローマ、ヴェネツィア
  -  バルセロナ、マドリッド
  -  パリ
  -  アテネ
  -  ブリュッセル　
  -  コペンハーゲン　
  -  ダブリン
  -  モスクワ
- 北アメリカ
  -  トロント、モントリオール、バンクーバー
  -  メキシコシティ、カンクン、モンテレー、グアダラハラ、プエルトバジャルタ、コスメル、サンホセデルカーボ
  -  ハミルトン
- 中央アメリカ
  -  パナマシティ
  -  サン・ホセ、リベリア
  -  グアテマラシティ
  -  テグシガルパ、サン・ペドロ・スーラ、ロアテン
  -  マナグア
  -  サンサルバドル
  -  ベリーズシティ
- カリブ海
  - 　サン・フアン
  -  サントドミンゴ、プエルト・プラタ、プンタカーナ
  -  オランダ海外領土
    -  オラニエスタッド
    -  ウィレムスタッド　
    -  フィリップスブルフ

  -  モンテゴ・ベイ
  -  ブリッジタウン
  -  セントジョンズ
  -  ナッソー
  -  グランドケイマン
  -  セントクリストファー島
  -  ヴューフォート
  -  プロビデンシアレス
  -  セント・トーマス島、セント・クロイ島
  -  ポルトープランス
- 南アメリカ
  -  ブエノスアイレス
  -  サンパウロ、リオデジャネイロ、ブラジリア
  -  リマ
  -  サンティアゴ・デ・チレ
  -  ボゴタ
  -  キト、グアヤキル
  -  カラカス
  -  ジョージタウン

## 交通アクセス
- アトランタ・マルタ (MARTA) レッドライン・ゴールドライン
- バス
- タクシー